# Ludger Schenke
Ludger Schenke (* 1940) ist ein deutscher römisch-katholischer Theologe und emeritierter Professor an der katholisch-theologischen Fakultät der Johannes Gutenberg-Universität Mainz. Er ist Verfasser zahlreicher Werke mit dem Schwerpunkt Neues Testament.

## Leben
Schenke war 1965 bis 1966 Lektor im Verlag Katholisches Bibelwerk. Von 1966 bis 1972 arbeitete er als wissenschaftlicher Assistent an der Mainzer Johannes Gutenberg-Universität, an der er im Bereich Katholische Theologie 1971 promovierte und an die er 1972 als Universitätsprofessor berufen wurde. Von 1980 bis 1985 war er Vizepräsident der Universität. Zu seinen Forschungsprojekten zählte unter anderem die Auslegung des Evangeliums nach Johannes.

## Schriften
- Auferstehungsverkündigung und leeres Grab. Eine traditionsgeschichtliche Untersuchung zu Mk 16,1–8 (= SBS 33). Stuttgart 1968. 2. Auflage 1969. Übersetzung ins Französische: Le Tombeau vide et l’Annonce de la Résurrection (lectio divina 59), Paris 1970.
- Herrlichkeit und Kreuz. Wie kam es zum Markusevangelium? (= Kleine Reihe zur Bibel 8). Stuttgart 1968 (Übersetzung ins Italienische 1971 und Niederländische 1974).
- Studien zur Passionsgeschichte des Markus. Tradition und Redaktion in Mk 14,1–42 (= FzB 4). Würzburg 1971.
- Der gekreuzigte Christus. Versuch einer literarkritischen und traditionsgeschichtlichen Bestimmung der vormarkinischen Passionsgeschichte (= SBS 69). Stuttgart 1974.
- Die Wundererzählungen des Markusevangeliums. Stuttgart 1974.
- Die wunderbare Brotvermehrung. Würzburg 1983.
- (Hrsg.) Studien zum Matthäusevangelium. Festschrift für Wilhelm Pesch, Stuttgart 1988.
- Das Markusevangelium (= Urban TB 405). Stuttgart 1988.
- Die Urgemeinde. Geschichtliche und theologische Entwicklung. Stuttgart 1990. (Übersetzung ins Spanische: La Communidad primitiva (Bibliotheca de Estudios Biblicos 88), Salamanca 1999).
- Das Johannesevangelium. Einführung – Text – dramatische Gestalt (= Urban TB 446). Stuttgart 1992.
- Das Buch Johannes. Roman des vierten Evangeliums. Düsseldorf 1997.
- Johannes. Kommentar, Düsseldorf 1998; Elektronische Neuauflage Mainz 2014.
- gemeinsam mit I. Broer, R. Hoppe, P. Fiedler, D. Zeller, J. Nützel, L. Oberlinner, H. Gollinger, H. O. Zimmermann: Jesus von Nazaret – Spuren und Konturen. Stuttgart 2004.
- Das Markusevangelium. Stuttgart 2005.
- Jesus vor dem Dogma. Zur inneren Überzeugungskraft der Worte Jesu. Stuttgart 2014.
- Das Markusevangelium. Pointen, Rätsel und Geheimnisse. Freiburg i. Br. 2018.